# Phytomyza hoppi
Phytomyza hoppi este o specie de muște din genul Phytomyza, familia Agromyzidae, descrisă de Erich Martin Hering în anul 1925.
Este endemică în Elveția. Conform Catalogue of Life specia Phytomyza hoppi nu are subspecii cunoscute.